# Timur Bajżanow
Timur Raszydowicz Bajżanow, ros. Тимур Рашидович Байжанов (ur. 30 marca 1990 w Pawłodarze) – kazachski piłkarz grający na pozycji napastnika, reprezentant kraju.

## Kariera piłkarska

### Kariera klubowa
Bajżanow rozpoczął karierę w Irtyszu Pawłodar. Występował także w Ak Bułak Tałgar, Kajsarze Kyzyłorda, Kazakmysie Sätbajew, Kajracie Ałmaty, FK Ekibastuzie, Spartaku Semej, a obecnie gra w Kyzyłżarze Petropawł.

### Kariera reprezentacyjna
W reprezentacji Kazachstanu zadebiutował 6 lutego 2013 roku w meczu towarzyskim przeciwko Mołdawii. Było to jego jedyne spotkanie.
| Mecze i gole w reprezentacji | Mecze i gole w reprezentacji | Mecze i gole w reprezentacji | Mecze i gole w reprezentacji | Mecze i gole w reprezentacji | Mecze i gole w reprezentacji | Mecze i gole w reprezentacji |
| Kazachstan                   | Kazachstan                   | Kazachstan                   | Kazachstan                   | Kazachstan                   | Kazachstan                   | Kazachstan                   |
| Lp.                          | Data                         | Miasto                       | Przeciwnik                   | Gol                          | Wynik                        | Rozgrywki                    |
| ---------------------------- | ---------------------------- | ---------------------------- | ---------------------------- | ---------------------------- | ---------------------------- | ---------------------------- |
| 1.                           | 06.02.2013                   | Aksu                         | Mołdawia                     |                              | 3:1                          | towarzyski                   |